# Polykastro
Polykastro (Grieks: Πολύκαστρο, vroeger Καρασούλι, Karasoúli) is een plaats en voormalige gemeente in Kilkis in de provincie Centraal-Macedonië in Griekenland. Sinds 2011 maakt de plaats deel uit van de gemeente Paionia.